# Gohar Ali Khan
Gohar Ali Khan est un avocat et homme politique pakistanais, chef du Mouvement du Pakistan pour la justice de 2023 à 2024 et depuis 2024.
Avocat d'Imran Khan, il est élu député lors des élections législatives pakistanaises de 2024.

## Biographie

### Éphémère chef du PTI
Imran Khan ayant été déclaré inéligible, la commission électorale exige du PTI la tenue d'élections primaires internes pour le remplacer à la tête du parti. A défaut, le PTI risque alors de perdre son symbole électoral, la batte de cricket. Or, la possession d'un symbole électoral fait partie des conditions obligatoires pour participer aux législatives. L'avocat d'Imran Khan, Gohar Khan est élu chef du parti le 3 décembre.
La commission électorale invalide cependant la primaire, empêchant ainsi le parti de participer au scrutin. Le 26 décembre 2023, la Haute Cour de justice de Peshawar suspend la décision de la commission et rétablit le symbole électoral, en attendant un examen final sur le fond par la Cour suprême du Pakistan. Rendu le 13 janvier 2024, celui-ci voit la Cour suprême confirmer la décision de la commission électorale. Le PTI est ainsi de facto interdit de concourir, tous ses candidats se voyant contraints de soumettre leur candidature en tant qu'indépendants,. La décision de la cour est décrite par plusieurs experts en droit comme un « coup porté aux droits fondamentaux » et une « une défaite pour les normes démocratiques ». 

### Élections législatives pakistanaises de 2024
Il est élu député lors des élections législatives pakistanaises de 2024. Contrairement aux années précédentes, les résultats du scrutin ne sont pas connus le jour même, la commission électorale évoquant une panne technique d'internet. Alors que les médias diffusent leurs résultats qui donnent les indépendants du PTI en tête du scrutin malgré la répression du parti, à la surprise générale, la lenteur du dépouillement fait soupçonner une fraude électorale visant à réduire l'ampleur de la victoire du PTI, qui arrive cependant en tête. Gohar Ali Khan déclare qu'il y a eu des fraudes lors du scrutin. 
Le PTI annonce vouloir former le nouveau gouvernement et tente de nouer un accord avec l'un des partis ayant remporté des sièges pour que ses membres le rejoignent. En contrepartie, les deux formations se partageraient les sièges réservés. Le Majlis Wahdat-e-Muslimeen est cité, mais il n'a pas présenté de candidates aux sièges réservés aux femmes et la liste ne peut être modifiée. Gohar Ali Khan annonce par ailleurs tenter de former un gouvernement, mais sans la PML(N) et le PPP, préférant le cas échéant être dans l'opposition. Le jour même, Imran Khan confirme son opposition à une telle alliance. Le 15 février, il choisit la candidature d'Omar Ayub Khan pour le poste de Premier ministre. Le 16 février, le PTI choisit de siéger dans l'opposition.
Le parti appelle ses députés indépendants à rejoindre les rangs du Sunni Ittehad Council le 19 février. La commission électorale a confirmé la possibilité d'obtenir ces sièges, puisque le parti n'a pas présenté de liste pour les sièges réservés, bien que ça n'ait jamais eu lieu par le passé malgré les ralliements. Le doute subsiste puisque le parti n'a pas participé au scrutin.

### De nouveau chef du PTI
Le 29 février 2024, seul candidat après le retrait d'Ali Zafar, il est de nouveau élu chef du PTI.
Le 5 mars 2024, Akbar Babar conteste de nouveau la régularité de la primaire.
Le 4 mars, arguant que le parti n'a pas présenté de candidat lors du scrutin, ni publié la liste des candidats aux sièges réservés en décembre 2023, la commission électorale rejette la demande du SIC d'obtenir les sièges réservés et décide de les accorder aux autres partis. Les députés désignés prêtent serment le 8 mars malgré la protestation du PTI. Le 12 juillet, la Cour suprême invalide la décision de la commission électorale privant le PTI de ses sièges réservés. Le 15 juillet, le gouvernement annonce qu'il va interdire le PTI et faire appel de la décision de la Cour suprême.
Le 9 septembre 2024, en marge d'une manifestation, il est arrêté au Parlement en compagnie de sept autres députés de son parti. Il est libéré le lendemain.